# Bosa
Bosa är en ort och kommun i provinsen Oristano i regionen Sardinien i Italien. Kommunen hade 7 927 invånare (2017).